# 김해군 (선거구)
김해군은 대한민국의 옛 국회의원 선거구이다. 당시 경상남도 김해군 지역을 관할했다.

## 역사
제6대 국회의원 선거를 앞두고 김해군 갑, 김해군 을 선거구가 통합되면서 신설되었다.
제9대 국회의원 선거를 앞두고 양산군과 함께 양산군·김해군 선거구를 이루게 됨에 따라 폐지되었다.

## 역대 국회의원
| 선거   | 정당 | 정당       | 의원   |
| ------ | ---- | ---------- | ------ |
| 1963년 |      | 민주공화당 | 김택수 |
| 1967년 |      | 민주공화당 | 김택수 |
| 1971년 |      | 민주공화당 | 김영병 |

## 역대 선거 결과

### 대한민국 제6대 국회의원 선거
|  | 59.54% |

|  | 19.57% |

|  | 14.95% |

|  | 3.40% |

|  | 1.47% |

|  | 1.04% |

### 대한민국 제7대 국회의원 선거
|  | 72.09% |

|  | 21.43% |

|  | 5.25% |

|  | 1.21% |

|  | 0% |

### 대한민국 제8대 국회의원 선거
|  | 55.71% |

|  | 39.05% |

|  | 4.14% |

|  | 0.59% |

|  | 0.48% |